# Tadashi Takayanagi
Tadashi Takayanagi (高柳匡 Takayanagi Tadashi?); nacido el 11 de octubre de 1975 en Tokio, es un físico teórico japonés. Es profesor en el Instituto Yukawa de Física Teórica en la Universidad de Kioto.

## Carrera
Takayanagi estudió física en la Universidad de Tokio, donde obtuvo su licenciatura en 1998, su maestría en 2000 y su doctorado en 2002 bajo la supervisión de Tohru Eguchi (teoría de cuerdas supersimétricas en el fondo de Melvin). Fue investigador postdoctoral en la Universidad de Harvard (Laboratorio de Física Jefferson) hasta 2005 y en el Instituto Kavli de Física Teórica de la Universidad de California, Santa Bárbara en 2005/06. En 2006 fue nombrado profesor asistente, en 2008 profesor asociado y en 2012 profesor en la Universidad de Kioto. También está vinculado al Instituto Kavli para la Física y las Matemáticas del Universo en Kashiwa.
Trabaja en teoría de cuerdas.  Es conocido por un artículo de 2006 con Shinsei Ryu, posteriormente conocido como la Conjetura de Ryu-Takayanagi.  En esa investigación, calcularon la entropía a partir del entrelazamiento cuántico en la teoría conforme de campos mediante la entropía de Bekenstein-Hawking de agujeros negros en el contexto del principio holográfico de Juan Maldacena, donde las teorías conformes de campos en una superficie corresponden a una teoría gravitacional en el volumen encerrado.
En 2017, Takayanagi y Mukund Rangamani publicaron "Holographic Entanglement Entropy" (Springer, doi 10.1007/978-3-319-52573-0), un libro que examina las intersecciones entre la teoría de cuerdas, la física de la materia condensada y la teoría de la información cuántica.
Desde 2021, Takayanagi se desempeña como Investigador Principal del programa Grant-in-Aid for Transformative Research Areas A 'Extreme Universe' en la Universidad de Kioto.

## Honores y premios
En 2013 recibió el Premio Conmemorativo Nishinomiya-Yukawa de la Fundación Yukawa Memorial junto con Ryu. Recibió los Premios Nuevos Horizontes en Física del Premio Breakthrough en Física Fundamental en 2015 junto con Shinsei Ryu, Horacio Casini y Marina Huerta por sus "ideas fundamentales sobre la entropía en teoría de campos cuánticos y gravedad cuántica".  En 2016 fue galardonado con el Premio Conmemorativo Nishina por el "descubrimiento y desarrollo de la fórmula de entropía de entrelazamiento holográfica". En 2024, recibió nuevamente la Medalla Dirac del ICTP junto con Shinsei Ryu, Horacio Casini y Marina Huerta por "sus ideas sobre la entropía cuántica en la gravedad cuántica y las teorías de campos cuánticos". 

## Publicaciones destacadas
- Shinsei Ryu, Tadashi Takayanagi: Derivación holográfica de la entropía de entrelazamiento desde AdS/CFT, Phys. Rev. Lett., Band 96, 2006, págs. 181602, Arxiv
- Tatsuma Nishioka, Shinsei Ryu, Tadashi Takayanagi: Entropía de entrelazamiento holográfica: una visión general, J.Phys. A Band 42, 2009, págs. 504008, Arxiv
- Mukund Rangamani, Tadashi Takayanagi: Holographic Entanglement Entropy, Springer, 2017, doi 10.1007/978-3-319-52573-0